# Al-Qasim, Irak
al-Qasim (arabiska: القاسم) är en ort i Irak. Den ligger i distriktet al-Hashimiyya och provinsen Babil, i den centrala delen av landet, 120 km söder om huvudstaden Bagdad. al-Qasim ligger 30 meter över havet och antalet invånare är 36 992.